# Tsodilo
Tsodilo és el nom d'un paratge solitari format per quatre cims que emergeixen del desert del Kalahari, al nord-oest de Botswana, a prop del delta de l'Okavango. El 2001, la UNESCO el va catalogar com a Patrimoni Mundial de la Humanitat per la quantitat de pintures rupestres que s'hi troben i pel seu significat religiós i espiritual. Els turons es denominen "Mascle", el més alt; "Femella", el que té més pintures; "Nen", i el quart no té nom. Els san que hi habiten les consideren un lloc sagrat i també les anomenen "Muntanyes dels Déus" i "Roques que xiuxiuegen".

## Geografia
Està compost per quatre cims. El més alt és troba a 1.400 metres sobre del nivell del mar i és el punt més alt de Botswana.
Entre els dos turons més alts hi ha un càmping amb serveis, a prop de la pintura més famosa, la Laurens van der Post Panel. S'hi pot arribar per una carretera de 40 km des de Shakawe. També hi ha un petit museu i una pista d'aterratge.

## Importància cultural
Aquests cims tenen un gran significat cultural i espiritual per als pobles san del Kalahari. Ells creuen que són el lloc a on descansen els esperits que porten mala sort als que cacen o causen qualsevol mort a prop dels turons. El poble san creu que aquests turons són el lloc de la Primera Creació. El poble san va pintar més de 4.500 pintures a les roques, cosa que converteix les muntanyes Tsodilo en un dels jaciments més significatius de l'art rupestre del món. Els san van fer la majoria de les pintures, tot i que n'hi ha algunes d'estil diferent que foren pintades pels bantu. No se'n coneix la datació exacta, però es pensa que algunes tenen més de 20.000 anys. Els cims contenen més de 500 llocs que representen milers d'anys de la vida humana.
Els turons són nomenats amb termes que fan referència als humans: home, dona, nen i la primera dona de l'home.
El segon turó més gran és la "Dona". Els san creuen que les coves de la "Dona" són la llar dels ancestres i de diversos déus que governen el món des d'aquí. La gent d'Hambukushu creuen que el seu déu, Nyambe, va portar la seva tribu i els seus ramats a la terra des d'aquesta muntanya. L'evidència en són petjades de cascos que estan gravats en una roca a la part alta del turó.
Al nord-oest del turó de la "Dona", hi ha una antiga mina que s'ha omplert d'aigua. Aquesta aigua es considera sagrada i que confereix bona sort als que s'hi renten la cara.
El lloc més sagrat és a prop del cim de l'"Home", la formació rocosa més gran, on es diu que el Primer Esperit s'agenollà i pregà després de crear el món. Els san creuen que encara es pot veure la impressió dels genolls dels esperits a la roca.
La muntanya més petita és "el Nen". Finalment, segons la llegenda, el quart turó és "L'home de la primera dona", que va marxar amb una dona més jove i que ara roman al fons.

## Pintures a la roca
Segons la UNESCO, hi ha unes 4.500 pintures a les roques a les muntanyes Tsodilo. La majoria de les pintures san es troben a "la Dona". La més famosa d'aquestes és "Whale". "Dos Rinoceronts" i el "Lleó" es troben a la cara est del "Pare". Algunes de les pintures han estat datades almenys de fa 24.000 anys. Hi ha moltes pintures, però relativament poques són a la part visible de les muntanyes. De fet, n'hi ha tantes en llocs foscos que és poc probable que se n''hagin descobert i documentat totes.
Recentment, s'hi han instal·lat senders i senyalitzacions, però és difícil de trobar les pintures sense un guia. De fet, els visitants estan obligats a agafar un guia local. Això proveeix de diners l'economia local i ajuda a protegir el lloc.

## Lloc de rituals més antic conegut
El 2006, el lloc conegut com a Cova del Rinoceront va esdevenir molt preeminent en els mitjans de comunicació quan Sheila Coulson, de la Universitat d'Oslo, va declarar que els estris de 70.000 anys d'antiguitat i una roca que sembla una serp pitó, representaven els primers rituals humans coneguts descoberts. La seva hipòtesi es basa en els animals que hi ha dibuixats: "A la cova, trobem només animals importants per als san: la pitó, l'elefant i la girafa". Des de llavors, alguns dels arqueòlegs que havien participat en les primeres investigacions del lloc als anys 1995 i 1996, han rebatut aquesta interpretació adduint que les osques (conegudes pels arqueòlegs com a cúpules) descrites per Coulson no eren necessàriament de la mateixa època i que hi havia "moltes de les depressions molt fresques mentre d'altres estaven cobertes per una pàtina pesada." Altres llocs propers (uns 20) també són depressions i no representen animals. Per altra banda, la datació basada en el carboni 14 i la datació amb termoluminescència d'aquest lloc no ha trobat cap figura que arribi als 70.000 anys i això suggereix dates més recents.

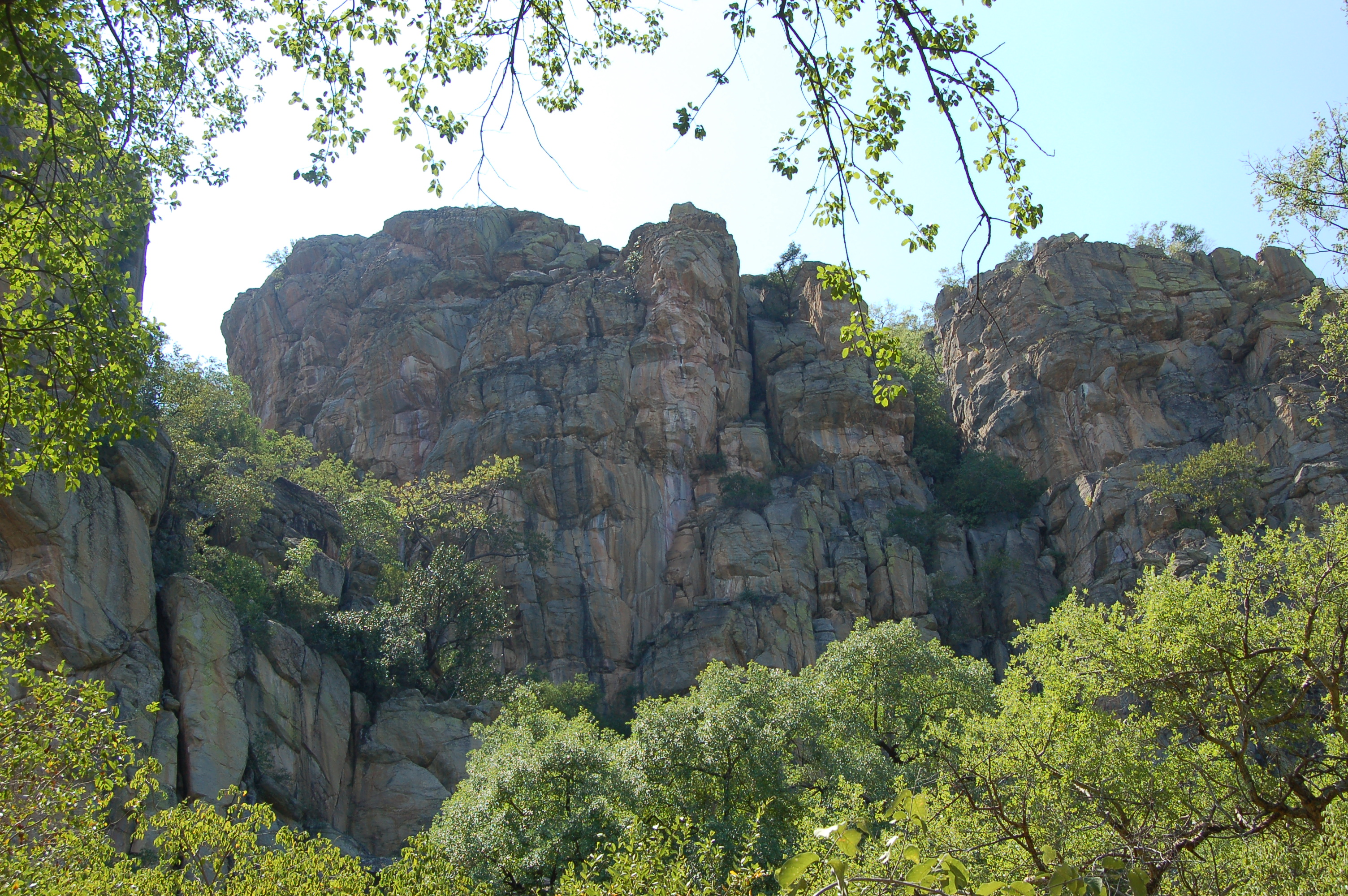
Tsodilo Hills al Nord-oest de Botswana.

Pel que fa a la pintura, aquests mateixos arqueòlegs mantenen que la figura que Coulson descriu com un elefant és en realitat un rinoceront, que la pintura vermella de la girafa no és d'abans del 400 aC i que la pintura blanca del rinoceront és més recent. Això porta aquests experts en art rupestre a mantenir que les pintures vermelles i les blanques són obra de grups diferents. Rebutgen la interpretació de Coulson com una projecció de les creences modernes al passat, la qual cosa la converteix en una història composta enganyosa. Hi objecten també que aquestes no són les úniques pintures de la cova i que ella ha omès les pintures geomètriques vermelles que hi ha a la paret de la mateixa cova.
També discuteix la datació de l'època la Middle Stone Age, amb l'argument que no hi ha res d'estrany en l'ús de materials no locals. Rebutgen l'afirmació que no es va trobar cap eina ordinària al lloc i observen que molts dels raspadors que s'hi troben són eines comunes i que no hi ha constància de la fabricació d'eines in situ.